# Piragüisme als Jocs Olímpics d'estiu de 2024 - K-1 Masculí
La prova de K-1 masculina de Piragüisme eslàlom als Jocs Olímpics de París 2024 serà la 10a edició de l'esdeveniment en unes Olimpíades. La prova es disputarà entre el 30 de juliol i l'1 d'agost del 2024 a l'Estadi nàutic olímpic de l'Illa de França, situat al municipi francès de Vaires-sur-Marne.
El txec Jiri Prskavec és el vigent campió de la disciplina olímpica després de guanyar la medalla d'or als Jocs Olímpics de Tòquio 2020. La medalla de plata fou per l'eslovac Jakub Grigar i la medalla de bronze la va aconseguir l'alemany Hannes Aigner.
L'equip d'Alemanya és la selecció més guardonada, amb 3 medalles d'or i 4 medalles de bronze, en les 9 edicions que l'esdeveniment ha estat present als Jocs Olímpics. L'italià Pierpaolo Ferrazzi i el txec Jiri Prskavec, amb 1 medalla d'or i 1 medalla de bronze són els piragüistes més guardonats en tota la història de la competició.

## Format
El format consisteix en la navegació per aigües braves durant un recorregut d'uns 300 metres, on els participants han d'anar passant portes en la direcció correcta, en cas contrari hi ha una penalització de segons. La competició comença amb la fase preliminar on tots els piragüistes tindran dues baixades i se'ls hi comptarà el millor temps. Els 15 atletes que estiguin al capdamunt, passaran a les semifinals, on només tindran una única baixada per aconseguir el millor temps. Els 10 millors piragüistes es classificaran per la final. A la final, només tindran 1 baixada i qui faci menys temps aconseguirà la medalla d'or.

## Classificació
França, com a país amfitrió, té assegurada una plaça en els Jocs Olímpics. La majoria de places (15) es van aconseguir al Campionat del Món de Piragüisme d'eslàlom celebrat al Regne Unit entre el 19 i el 24 de setembre de 2023 i després en els diferents tornejos de classificació contintentals. Els 2 últims llocs seran per les places universals, per garantir la territorialitat de la competició. S'han de tenir en compte dos aspectes. Per una banda, cada país només podrà tenir un competidor a la prova i un mateix piragüista no podrà disputar la mateixa prova en canoa. Les places s'assignaran als països i després seran les federacions nacionals qui corroboraran l'atleta classificat.

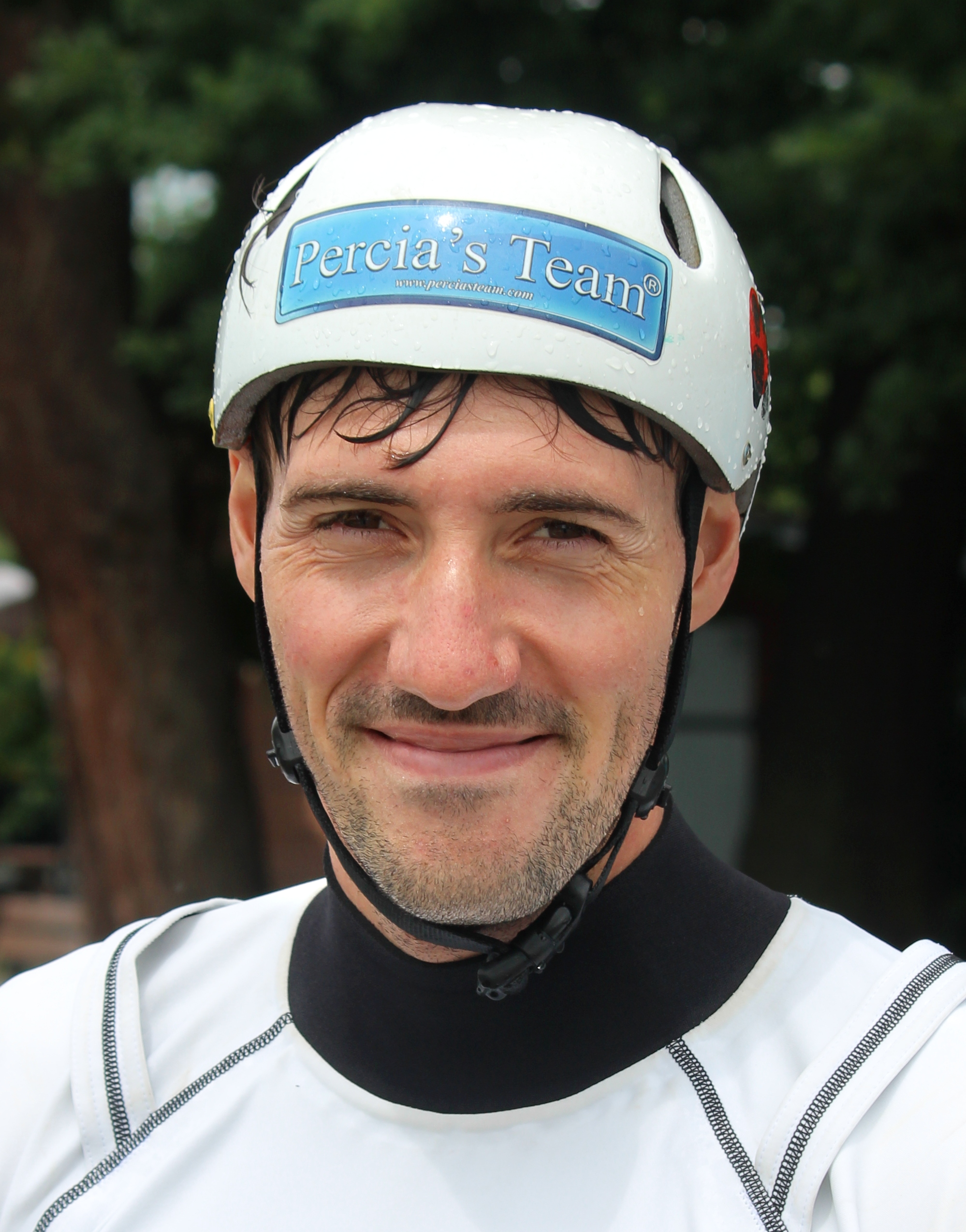
El campió olímpic Giovanni de Gennaro

| Esdeveniment                       | Data                    | Places | País         | Atleta classificat |
| ---------------------------------- | ----------------------- | ------ | ------------ | ------------------ |
| País amfitrió                      | -                       | 1      | França       |                    |
| Jocs Europeus                      | 29 juny - 2 juliol 2023 | 1      | Àustria      |                    |
| Campionat del Món                  | 19 - 24 setembre 2023   | 15     | Regne Unit   |                    |
| Campionat del Món                  | 19 - 24 setembre 2023   | 15     | Txèquia      |                    |
| Campionat del Món                  | 19 - 24 setembre 2023   | 15     | Itàlia       |                    |
| Campionat del Món                  | 19 - 24 setembre 2023   | 15     | Suïssa       |                    |
| Campionat del Món                  | 19 - 24 setembre 2023   | 15     | Marroc       |                    |
| Campionat del Món                  | 19 - 24 setembre 2023   | 15     | Austràlia    |                    |
| Campionat del Món                  | 19 - 24 setembre 2023   | 15     | Eslovènia    |                    |
| Campionat del Món                  | 19 - 24 setembre 2023   | 15     | Polònia      |                    |
| Campionat del Món                  | 19 - 24 setembre 2023   | 15     | Espanya      |                    |
| Campionat del Món                  | 19 - 24 setembre 2023   | 15     | Xina         |                    |
| Campionat del Món                  | 19 - 24 setembre 2023   | 15     | Suècia       |                    |
| Campionat del Món                  | 19 - 24 setembre 2023   | 15     | Nova Zelanda |                    |
| Campionat del Món                  | 19 - 24 setembre 2023   | 15     | Japó         |                    |
| Campionat del Món                  | 19 - 24 setembre 2023   | 15     | Irlanda      |                    |
| Campionat del Món                  | 19 - 24 setembre 2023   | 15     | Eslovàquia   |                    |
| Campionat classificació Àsia       | 26 - 29 octubre 2023    | 1      | Taipei       |                    |
| Campionat d'Oceania                | 26 - 28 gener 2024      | 1      | -            |                    |
| Campionat classificació Àfrica     | 9 - 11 febrer 2024      | 1      | Tunísia      |                    |
| Campionat classificació Panamèrica | 15 - 17 març 2024       | 1      | Brasil       |                    |
| Recol·locació                      |                         | 2      | Eslovàquia   |                    |
| Recol·locació                      | Alemanya                | 2      |              |                    |

## Medaller històric
| Posició | País              | Or | Argent | Bronze | Total |
| ------- | ----------------- | -- | ------ | ------ | ----- |
| 1       | Alemanya          | 3  | 0      | 4      | 7     |
| 2       | Itàlia            | 2  | 0      | 1      | 3     |
| 3       | França            | 1  | 2      | 1      | 4     |
| 4       | Regne Unit        | 1  | 2      | 0      | 3     |
| 5       | Txèquia           | 1  | 1      | 1      | 3     |
| 6       | Alemanya de l'Est | 1  | 0      | 1      | 2     |
| 7       | Eslovènia         | 0  | 2      | 0      | 2     |
| 8       | Eslovàquia        | 0  | 1      | 0      | 1     |
| 8       | Àustria           | 0  | 1      | 0      | 1     |
| 10      | Togo              | 0  | 0      | 1      | 1     |